# پیاپات، ساسکاچوان
پیاپات، ساسکاچوان (به انگلیسی: Piapot, Saskatchewan) یک منطقهٔ مسکونی در کانادا است که در ساسکاچوان واقع شده‌است. پیاپات ۰٫۷۴ کیلومتر مربع مساحت و ۵۰ نفر جمعیت دارد.